# Naja katiensis

A  Cobra Mali (Naja katiensis), também chamada de cobra cuspideira katiana, é uma espécie de cobra cuspideira encontrada na África Ocidental.

## Distribuição geográfica
A espécie se distribui do Senegal aos Camarões, com encontros recordados na Gâmbia, Guiné-Bissau, extremo norte da Guiné, sul do Mali , Costa do Marfim, Burkina Faso, norte do Gana, Togo, sudoeste do Níger e Nigéria

## Habitat
A espécie ocorre em savanas, matagais e campos de climas tropicais e subtropicais.